# 山田直政
山田 直政（やまだ なおまさ、1949年11月2日 - ）は、岡山県出身の元プロ野球選手（投手）。左投左打。

## 来歴・人物

### プロ入り前
頑丈な体格から重い速球と落差のあるカーブを投げ込む本格派の左投手で、岡山県立岡山南高等学校への在学中には、対外試合で通算12勝4敗をマーク。甲子園球場の全国大会と無縁であったものの、県内の強豪校だった関西高等学校との試合で、関西打線を7回までノーヒットノーランに抑えたことが、読売ジャイアンツ（巨人）・大洋ホエールズ・広島カープのスカウトに目に留まった。1967年のNPBドラフト会議で、巨人から4位指名を受けたことを機に入団。

### プロ入り後
1968年には、イースタン・リーグの公式戦に登板するかたわら、打撃投手として一軍へ随時帯同。甲子園球場で（ダブルヘッダーを含む）阪神タイガースとの4連戦を控えていた9月17日からの関西遠征では、阪神の左投手・江夏豊対策の打撃練習に参加していた。もっとも、チームは18日のダブルヘッダー第1試合で、江夏から13三振を奪われた末に延長12回完封サヨナラ負け。7回表には、3番打者の王貞治が、江夏にシーズン354個目の三振（日本プロ野球公式戦シーズン最多奪三振記録）を喫してしまった。
さらに、一軍公式戦での登板の機会がないままシーズンを終えたところ、中尾碩志（当時の二軍監督）から解雇を通告された。真相は定かではないものの、『年末までチームで練習する』という中尾の方針に対して二軍選手同士で不満を漏らしていたところを、当の中尾が偶然山田の背後で耳にしたことが原因とされている。ただし、山田自身は通告前日の投球練習で、居合わせた宮田征典から「お前調子いいな」と言われていた。中尾が聞いたとされる山田の発言自体も、「首脳陣批判」というより、「少年の愚痴」に近かったという。
現に、スカウト部長として山田の獲得に尽力していた前川八郎は、「（中尾が山田に解雇を言い渡した）理由が全くわからなかった。たとえ監督を批判したとしても、解雇することはないと思う。監督の悪口一つ言えないようでは、プロとは言えない」と中尾を批判している。二軍の投手コーチとスカウトを兼務していた木戸美摸も、山田の解雇を納得できなかったことから中尾を詰問。中尾の翻意までに至らなかったため、自分の責任で、山田のために東京オリオンズやサンケイアトムズの入団テストを手配した。結局、山田は両球団のテストに合格できず、1969年に中南米のグローバルリーグへ参加。森徹が監督を務める東京ドラゴンズに所属したが、現地に赴く前に退団すると、そのまま現役を引退した。
山田は後年、打撃投手として帯同した名古屋遠征中に、高田繁と一緒に映画館へ高校生料金で入場しようとしたところを見破られてしまったことを「巨人での一番の思い出」挙げている。

### 現役引退後
岡山へ帰郷したものの、帰郷後の2年間は酒浸りの生活を送っていた、しかし、岡山のクラブで偶然出会ったかつてのチームメイト・森祇晶から馬鹿にされたことで心機一転。家業である縫製工場の経営を引き継いだ。

## 詳細情報

### 年度別投手成績
- 一軍公式戦出場なし

### 背番号
- 46 （1968年）